# Peter Lang (regatista, 1989)
Peter Ørsted Lang (Vejle, 12 de junio de 1989) es un deportista danés que compitió en vela en la clase 49er. 
Participó en los Juegos Olímpicos de Londres 2012, obteniendo una medalla de bronce en la clase 49er (junto con Allan Nørregaard). Ganó una medalla de bronce en el Campeonato Mundial de 49er de 2012.

## Palmarés internacional
| \| Juegos Olímpicos \| Juegos Olímpicos \| Juegos Olímpicos \| Juegos Olímpicos \| \| Año \| Lugar \| Medalla \| Clase \| \| ------------------ \| --------------------- \| ----------------- \| ---------------- \| \| 2012 \| Londres (Reino Unido) \| Medalla de bronce \| 49er \| \| Campeonato Mundial \| \| \| \| \| Año \| Lugar \| Medalla \| Clase \| \| 2012 \| Zadar (Croacia) \| Medalla de bronce \| 49er \| |                       |                   |       |
| Juegos Olímpicos |                       |                   |       |
| Año | Lugar                 | Medalla           | Clase |
| 2012 | Londres (Reino Unido) | Medalla de bronce | 49er  |
| Campeonato Mundial |                       |                   |       |
| Año | Lugar                 | Medalla           | Clase |
| 2012 | Zadar (Croacia)       | Medalla de bronce | 49er  |